# Зороастризм
Зороастри́зм або Маздеї́зм, іноді Заратустріа́нство (самоназва: Вахві Даена Маздаясна — Добра Віра Вшанування мудрості) — стародавнє пророцьке віровчення, в основі якого знаходиться проповідь давньоіранського пророка Заратустри, відома з зороастрійських гімнів — Гат, які дійшли до нас у складі Авести — священного зороастрійського канону.

Пророцтво полягає в тому, що існує два споконвічні вибори: благий і злий, які з'явилися Заратустрі в одному з видінь, як Спента-Майнью («Дух святий») і його супротивник — Анхра-Майнью («Злий дух»), який також був з самого початку, але цілком злий та жорстокий. Ці дві основні протилежності буття побачив Зороастр в їх початковому зіткненні: 

«Воістину є два першопочаткові духи, які явилися світу як близнюки, відомі своєю протилежністю. В думці, в слові і в дії — вони обидва, добрий і злий… Коли ці два духи вперше зійшлися в боротьбі, то вони створили буття і небуття, і те, що чекає врешті-решт тих, хто йде шляхом неправди, — це найгірше, а тих, хто йде шляхом добра, чекає найкраще». (Ясна, 30, 3–4).
Все, що відбувається у світі — відбувається згідно з однією з цих причин. Між ними точиться постійна непримиренна боротьба. Людина самостійно має обрати, на якій стороні вона знаходиться. Від цього вибору залежить її подальша доля.

## Назва

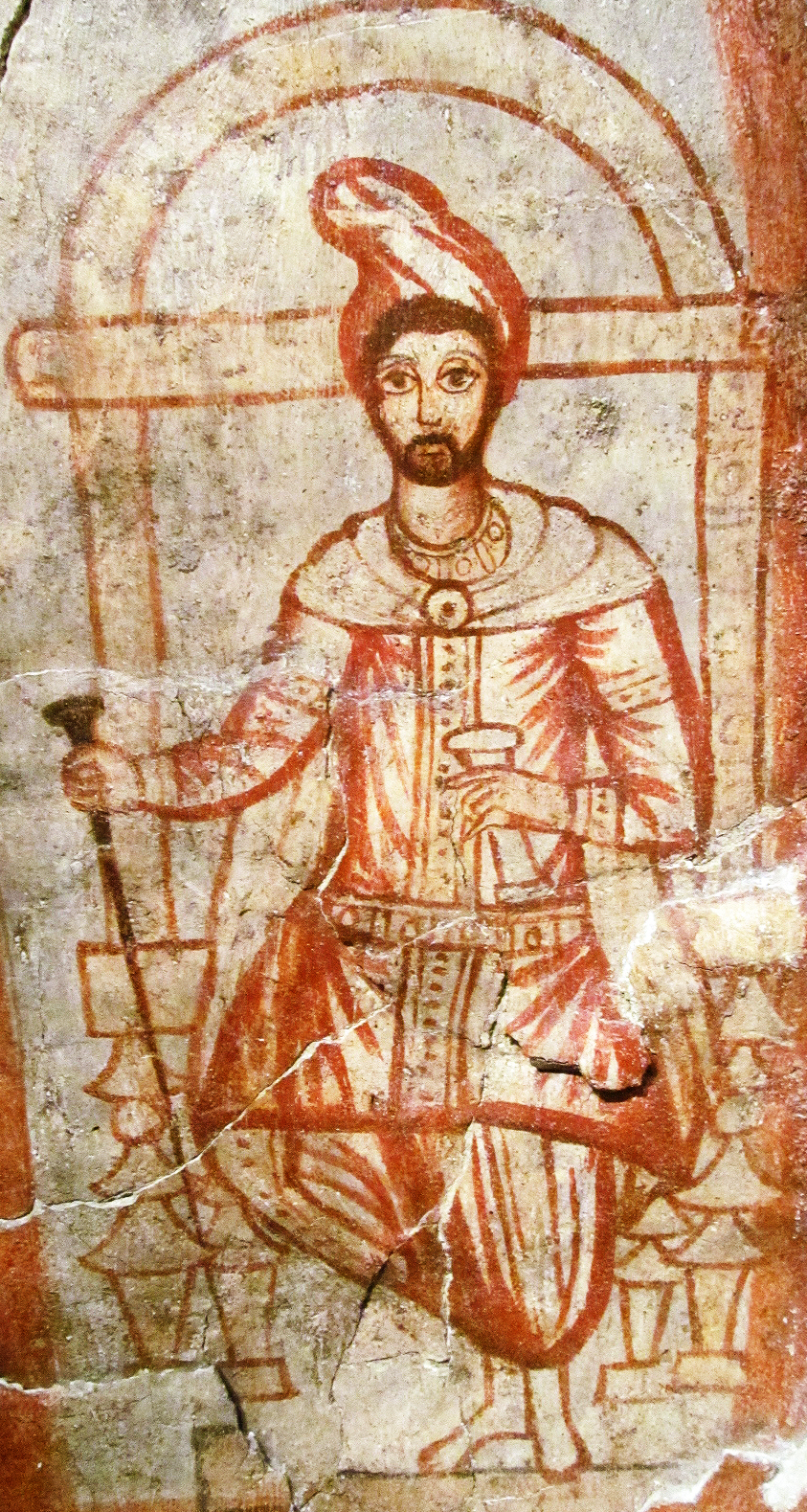
Одне з найбільш ранніх зі збережених зображень пророка Заратуштри. Ймовірно, воно було зроблене в третьому столітті нашої ери в сирійському місті Дура-Европос

Ця релігія має кілька назв:
- зороастризм — за іменем її легендарного засновника — пророка Зороастри або Заратуштри;
- маздаїзм — від імені Агура-Мазди — головного божества, що уособлює світ, добро, істину, життя, і божества, що бореться з Анхра-Майнью — володарем пітьми, зла, брехні й смерті;
- магізм — жерці її є вихідцями з племені магів;
- релігія Авести — від назви збірника священних книг;
- вогнепоклонство — у зв'язку з особливим культовим шануванням вогню;
- митраїзм — від бога-спасителя Мітри;
- парсизм — сучасна форма зороастризму, послідовники якого нині мешкають у Мумбаї (Індія).

## Походження
Зороастризм дуже старовинна релігія. Вона була національною і державною релігією для значної частини перського народу, перш ніж поступово не поступилася місцем ісламу в VII столітті. Політична сила доісламських перських династій надавали зороастризму великого престижу. Деякі з його основних доктрин були запозичені іншими пізнішими релігійними системами. Зороастризм теж запозичав із інших систем вірувань — у древні часи від вавилонян, а в сучасну еру від теософії та езотерики, християнства, ісламу й індуїзму. В наш час у зороастризмі немає принципових теологічних розходжень за винятком схизми, пов'язаної з різницями в календарях. Однак зороастризм не монолітний — місцеві та індивідуальні вірування, обряди, цінності відрізняються через сучасні впливи, що іноді призводять до збагачення традицій, а іноді до цілковитого витіснення. До однієї із течій зороастризму відносять зурванізм. Існує версія, що три царі, які прийшли до новонародженого Ісуса, були саме маги, мобеди (зороастрійські жерці).

## Основи віровчення

### Створення світу

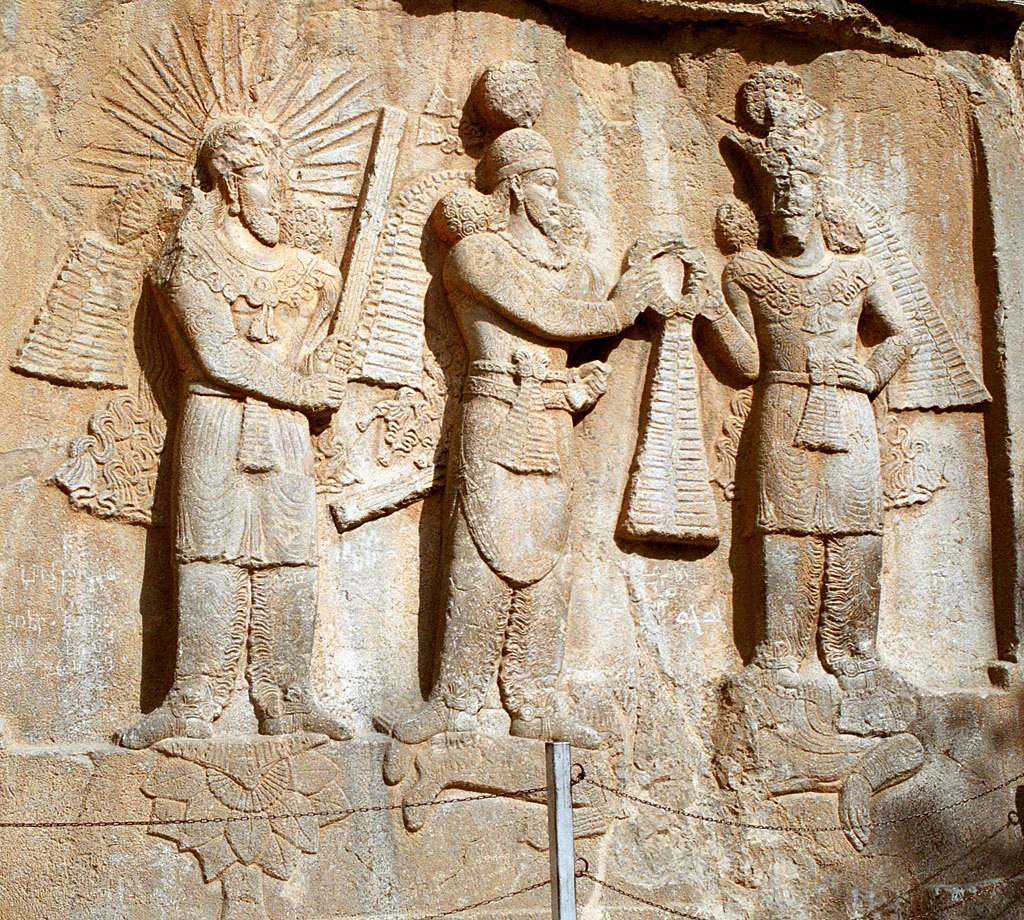
Барельєф із зображенням Мітри, сасанідського царя Шапура II і Ахура Мазди

Згідно з ученням Заратустри, Агура Мазда (Господь мудрості) був верховним божеством, єдиним нествореним творцем всього доброго і благого, премудрим і всезнаючим, праведним, перед яким усі рівні. Агура Мазда (Ахурамазда) вчинив акт творіння за два кроки. Спочатку все створене ним було вільним від тлінної оболонки, а потім Ахурамазда надав усьому сущому матеріальний вид. Цей етап називається «Створенням основи». У своїй мудрості Ахура Мазда, знав про існування супротивника — Ангра Майнью і для того, щоб зробити його безсилим він створив матеріальний світ. Спочатку Ахура-Мазда створив за допомогою Святого Духа (Спента-Майнью) шість Амеша Спента — «Безсмертних Святих», які в тій чи іншій мірі є еманаціями самого Ахура-Мазди. Слово «спента», в самій своїй основі означає «той, що володіє силою», а в відношенні до благих божеств — «допомога, що володіє силою». Саме їх Заратуштра побачив у своєму першому видінні. Вони разом з Ахурою-Маздою створили сім творінь, які утворили світ. Творіння світу вважалося поняттям семи елементів – землі, неба, води, вогню, рослин, тварин і людей – і з них люди перебували під опікою самого Агура Мазди. Вони наділені можливістю обирати сторону у війні між духами, і вони зіткнуться з наслідками цього вибору. Щоб допомогти їм у цьому виборі, Ахура Мазда запросив Заратуштру до своєї небесної обителі, де він дав йому одкровення.
Шість Безсмертних святих постають, як атрибути самого Ахура-Мазди. Зі своєї сторони, Він може наділити людей цими вагомими духовними та етичними якостями. Для кожної людини, в тому числі і для самого пророка, тим Безсмертним святим, що вказує шлях до інших, є Воху-Мана («Благий помисел, Розуміння»). Найближчий його Союзник — це Аша-Вахішта («Найкраща праведність, Істина»), божество, що відображає могутній закон істини-аша. Потім ідуть Спента-Армаіті («Святе благочесття») і Хшатра-Ваірйа («Бажана влада, Милосердя»), що уособлює собою силу, яку кожна людина проявити, прагнучи до праведного життя. Заключна пара — це Хаурватат («Цілісність, Здоров'я») і Амеретат («Безсмертя, Радість»). Вони дарують вічне життя і процвітання.

### Поява у світі супротивника
Ангра Майню позбавлений будь-яких творчих здібностей. Все що він може зробити, це змарнувати, і перевернути за допомогою брехні — Друдж. Після його вторгнення у світ, створений Ахурою Маздою, стало відомо, що світ існуватиме доти, доки Ангра Майню назавжди не стане безсилим якось впливати на творіння. Тоді у світі відбудеться Відтворення — Фрашо Керетті, і настане ідеальна доба.

### Завдання людини у світі
Зороастрійська віра вчить тому, що людина отримує своє земне існування задля втілення своїх особливих завдань щодо зміцнення правди і винищення зла. Тому кожна людина має слідувати етичній тріаді — Добрих думок, добрих слів і добрих справ.
За допомогою Даени — одночасно і душі, і совісті, людина може спілкуватися з Творцем. На допомогу людині у боротьбі з силами зла приходять Язати — «гідні вшанування», такі як Мітра — договір, Айріман — дружба, Сраоша — послух, Хварно — щастя, та інші.
За життя людина має зробити якомога більше добрих вчинків, завдяки чому вирішиться її подальша доля.
Богом договору і захисником порядку «Авеста» називає Мітру, який карає людей за брехню і злочини. Суворого покарання заслуговували люди, які завдали кому-небудь побоїв чи каліцтва, а за вбивство людини злочинець мав каратися смертною карою. Жорстко переслідувалися такі злочини, як крадіжка майна та худоби, неповернення боргів, що прирівнювалося до крадіжки. За діяння, спрямовані проти особи і злочини економічного характеру наказувалося побиття батогами. Особливо регулювалися громадські та сімейні відносини. Порушення договору між членами сім'ї вважалося клятвопорушенням. Як свідчить «Авеста», «п'ятдесятикратний договір між чоловіком і дружиною; восьмидесятикратний між зятем і тестем; дев'яностократний між двома братами, стократний договір між батьком і сином». Непослух старшим заслуговував осуду, а іноді і покарання. Наприклад, якщо син піднімав руку на батька, це вважалося досить серйозним злочином, який карався тілесними покараннями.

### Поховання
Зороастризм має дуже специфічний обряд поховання: труп померлих вміщують на спеціальних вежах мовчання на розтерзання хижим птахам, бо вважається що кремація і похорон у землю або воду споганює вогонь, землю і води.

### Доля людини після смерті
Послідовникам Ахурамазди Заратуштра обіцяв посмертне блаженство, а посібникам зла погрожував муками і засудженням на страшному суді, який буде вершити Ахурамазда в кінці світу.
Згідно з переказами зороастрійців, настане час, коли бог вогню Атар розплавить в горах залізо і направить палаючу лаву на землю. І кожна людина повинна буде перейти через цю вогненну річку. Для праведників лава здасться парним молоком, а грішники згорять у вогні. Вогненний потік провалиться крізь землю, знищить пекло, Ахрімана і всі злі сили. На землі настане рай, восторжествує добро і справедливість, людина не буде знати хвороб, вона стане безсмертною.
Після смерті людина стає на Міст Чінват (Міст Розлучитель), який зв'язує місце попереднього існування з Гарозманом (Місцем Пісень).
На зустріч людині йде його даена. І той хто у житті був праведним, бачить у ній чарівну дівчину, яка допомагає людині дістатися неба. А той хто за своє життя більше грішив побачить свою даену, як страшну відьму, яка потягне його до самого Ангра Майню у пекло, і той скаже грішному: «Як же ти був незадоволений своїм Творцем, що вирішив зустрітися зі мною!» І завдасть йому пекельних мук.

### Заратустра
Заратуштра, (Заратустра, Зороастр), (перською زرتشت) (грец. Ζωροάστρης) — пророк і реформатор давньоіранської віри. Жив у східному Ірані приблизно між ХІІ і першою половиною VI ст до н. е. Засновник зороастризму. Склав найдавнішу частину Авести — Гати. Згідно з вченням зороастрійців, він єдиний пророк Ахура Мазди, що приніс людям благу віру і заклав основи морального розвитку. За переказами, коли Заратуштрі виповнилося 30 років, він був осінений істинною вірою. Його одкровення і склали «Авесту». У джерелах описується як ідеальний священик, воїн і скотар, зразковий глава і покровитель людей усього світу.

## Авеста
Авеста (від awastāg — основа) — священна книга зороастризму та його представників, послідовників Заратуштри. В Авесті зібрані різночасові тексти, що складалися в зороастрійській громаді в архаїчний період давньоіранською мовою, що тепер зветься «авестійською». Навіть після появи в Ірані писемності, тексти книги передавались в основному в усній формі. Хранителями тексту виступали зороастрійські священики. Відома традиція запису з'явилася лише при пізніх Сасанідах, коли в V–VI ст. для запису книги був винайдений спеціальний фонетичний авестійський алфавіт.
Структура «Авести» нагадує структуру будь-якої священної книги. В основі її лежать написані нібито самим Заратуштрою гати (від gatta — пісня), молитви, які очевидно, виголошувалися речитативом й мають силабічну структуру. Це була комбінація віршів і прози, що обґрунтовували релігійну проповідь (прозові фрагменти втрачено). Подібні структури властиві архаїчній поезії взагалі (пор. біблійну Книгу Йова). Гати утворюють основу Ясни, книги молитов, яка разом з книгою Вендидад («Кодекс проти левів») та Вісперед («Книга про всі вищі істоти) лягла в основу першої редакції „Авести“. Ця кодифікація є власне „требник“, зібрання молитов для культової мети, причому центром культу було споживання молящими п'янкої хаоми, загалом засуджене Заратуштрою (пор. санскритське „сома“, українське „хміль“). Дві ж останні книги є викладом дидактично-правових норм. Цей комплекс написано 'авестійською» (давньо-іранською) мовою. Він належить до доби Аршакідів (І–ІІІ ст. н. е.). Невідомо точно, коли жив Заратуштра (з IX по VI ст. до н. е.), але тут відбито реалії Давнього Ірану 1-ї половини І тисячоліття до н. е.

## Символіка
Головним натільним символом прихильника вчення Заратуштри була нижня біла сорочка  Седр, зшита з одного шматка бавовняної тканини, що завжди мала рівно 9 швів, і кошти — тонкий пояс, сплетений з 72 ниток білої овечої вовни. Кошти носиться на талії обгорнутий тричі та зав'язаний на 4 вузли. Починаючи молитву, перед будь-якою важливою справою чи прийняттям рішення зороастрієць здійснює обмивання і перев'язує свій пояс (обряд Пад'яб-Кошти). Седр символізує захист душі від зла і спокус, її кишенька — скарбничку благодіянь. Кошти уособлює зв'язок з Ахура Маздою і всім його творінням. Вважається, що людина, регулярно пов'язуючи пояс, має зв'язок з усіма зороастрійцями світу та отримує свою частку від їхніх благодіянь.
Носіння священного одягу є обов'язком заратуштрійця. Релігія наказує перебувати без Седр і кошти якомога менше часу. Седр і кошти необхідно постійно підтримувати в стані чистоти. Допускається наявність змінного комплекту, на випадок, якщо перший випраний. При постійному носінні Седр і кошти їх прийнято міняти двічі на рік — на Новруз та свято Мехрган.

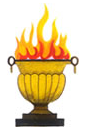
Посудина з вогнем — символ зороастризму
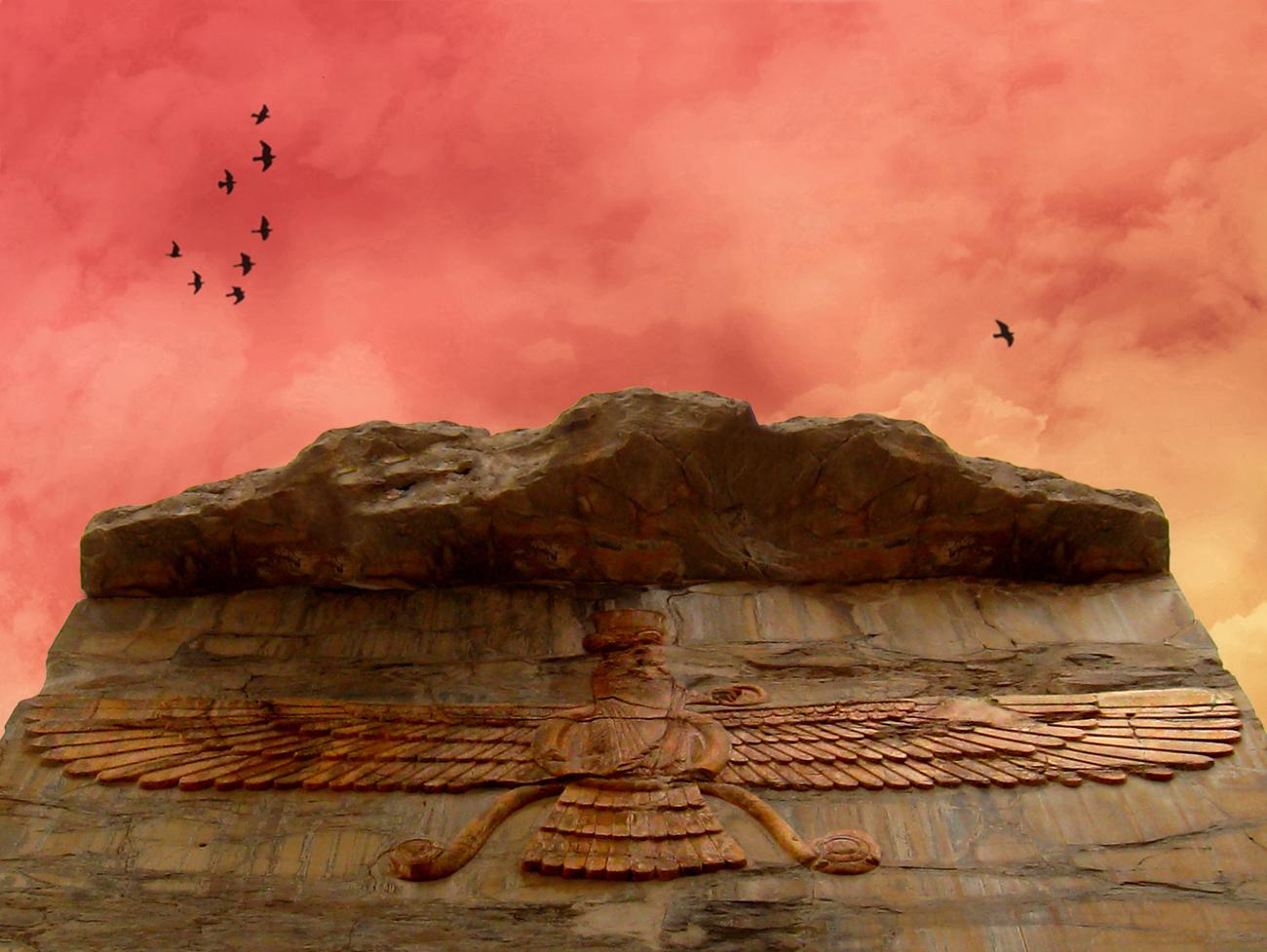
Фаравахар. Персеполь, Іран
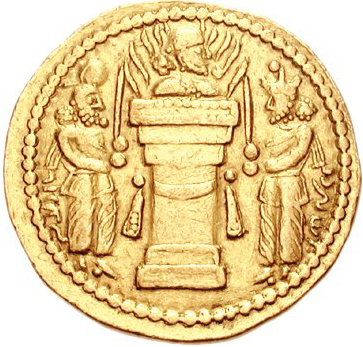
Реверс монети Ормізда II, зображення вівтаря вогню і двох священиків
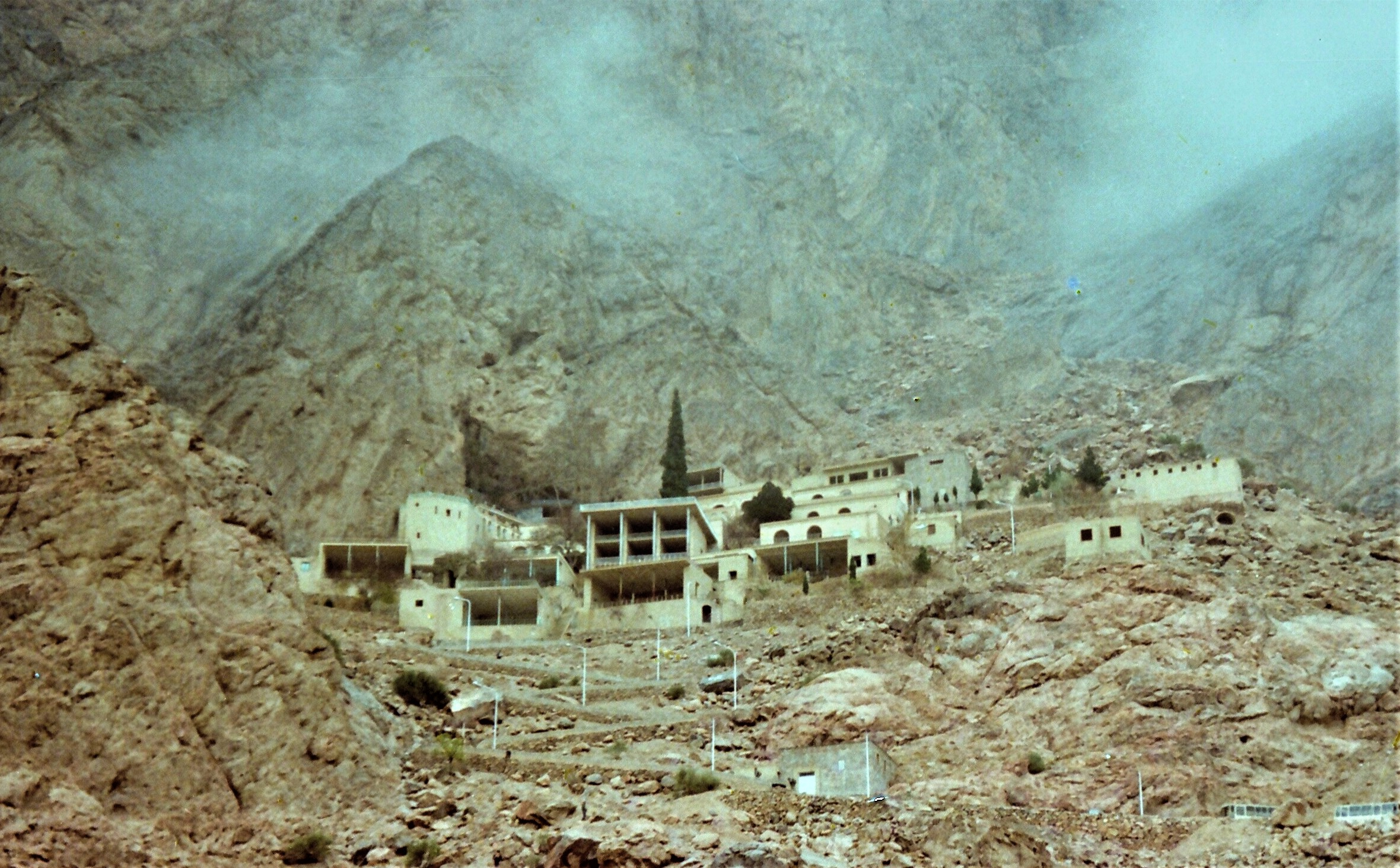
Чак-Чак (Язд)

Іншим символом зороастризму є вогонь взагалі і аташдан — переносний (у вигляді посудини) або стаціонарний (у вигляді платформи) вогненний вівтар. На таких вівтарях підтримують священні вогні зороастризму. Ця символіка отримала особливого поширення в мистецтві Сасанідської імперії. В давнину «горюче повітря» — природний газ з вулканічних тріщин, збирали за допомогою очеретяних трубочок в шкіряні бурдюки і на в'ючних тваринах або морських судах перевозили в країни, населення яких сповідувало зороастризм.
Популярним символом також став фаравахар, людський образ у крилатому колі з наскельних рельєфів Ахеменідів. Зороастрійці традиційно не визнають його образом Ахура Мазди, а вважають його зображенням фраваші.
Важливе символічне значенням для зороастрійців має білий колір — колір чистоти та доброти, а в багатьох обрядах також  зелений колір — символ процвітання та відродження.

## Історія
Розглядають наступну періодизацію розвитку зороастризму:
1. Архаїчний період (до 558 до н. е.): час життя пророка Заратуштри та існування зороастризму в формі усної традиції;
2. Ахеменідський період (558–330 до н. е.): воцарювання династії Ахеменідів, створення перської імперії, перші писемні пам'ятки зороастризму;
3. Період еллінізму та Парфянскої держави (330 до н. е. — 226 н. е.): падіння ахеменідської імперії внаслідок походу Александра Македонського, створення парфянського царства, буддизм значно потіснив зороастризм в імперії Кушанів;
4. Сасанідський період (226–652 н. е.): відродження зороастризму, кодифікація Авести під керівництвом Адурбада Махраспандана, розвиток централізованої зороастрійської церкви, боротьба з єресями;
5. Ісламське завоювання (652 н. е. — середина XX століття): занепад зороастризму в Персії, переслідування послідовників зороастризму, виникнення парської громади Індії з емігрантів з Ірану, літературна діяльність апологетів та зберігачів традиції під владою мусульман.
6. На околиці селища Сурахани (поблизу Баку) розташований індуїстський храм кінця XVIII століття Атешгях (Місце вогню), де палаючий газ виходить з давніх часів.
7. Сучасний період (з середини XX століття до теперішнього часу): міграція іранських та індійських зороастрійців у США, Європу, Австралію, встановлення зв'язку діаспори з центрами зороастризму в Ірані та Індії.

### Архаїчний період
Засновником зороастризму вважається Заратуштра. За переказами, коли Заратуштрі виповнилося 30 років, він був осінений істинною вірою. Його одкровення і склали «Авесту».
Аль-Біруні, ґрунтуючись на середньовічній хронологічній традиції, зазначив дату життя Зороастра — за 258 років до Олександра Македонського. Виходячи з цих даних, ряд учених вважає, що Заратуштра жив у VII–VI ст. до н. е. Інші дослідники, орієнтуючись на лінгвістичний аналіз «Гат» — священної частини «Авести», передбачають ранішу дату життя — від Х до ХІІ століть до н. е.
Пророк жив у смутний час. Набіги і війни приносили людям незліченні страждання. Заратуштра бачив селища, розорені ворогуючими племенами. Його покровителем став Бактрійський цар Віштаспа, що сприяв поширенню зороастризму. В умовах міжусобиць і безперервних воєн («Злидні і розорення несуть вони в оселі і в села, і області, і країни») Заратуштра закликав до єднання, до створення сильної централізованої держави з сильним і справедливим правителем.
У V–VIII століттях зороастризм залишався основною релігією в Согді, Хорезмі, Фергані. У кожному селі та місті обов'язково були спеціально відведені місця, де зберігався священний вогонь. Йому були присвячені і величезні храми. Одним з найвидатніших пам'ятників архітектури зороастризму є монументальний храм Кой-Крилган-калу (неподалік від села Турткуль, Каракалпакія) — з вісьмома приміщеннями нижнього поверху, призначеними для культових цілей, з вежами і подвійним кільцем кріпосних стін.

## Вплив на інші віровчення
Об'єднання зороастризму з юдео-християнством породило в III столітті маніхейство, яке швидко поширилося у багатьох країнах — від Італії до Китаю та з якого, в свою чергу, в середньовіччі й пізніше вийшли інші єресі: павликіани, богомили, катари, альбігойці та інші. Основою маніхейства був зороастрійський дуалізм, визнання двох субстанціональних начал буття — царства світла, добра, духу і царства темряви, зла, матерії. Християнство оголосило маніхейство єрессю. У XI столітті серед курдів з'явився єзидизм, послідовники якого поклоняються світлому і темному началам. У Передній Азії маніхейство справило вплив на маздакізм.

## Сучасні прихильники зороастризму

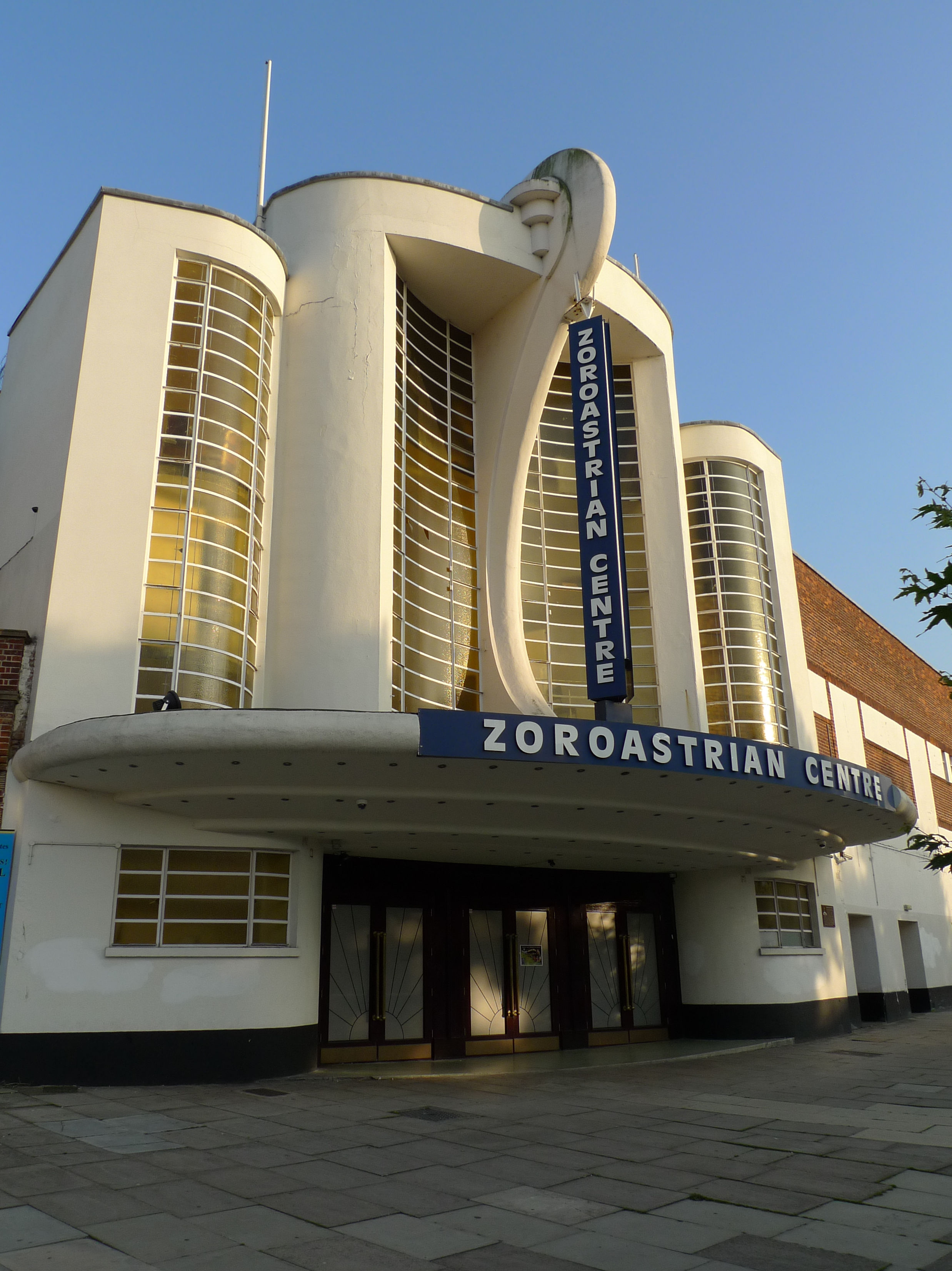
Європейський центр Зороастризму в Лондоні

Найбільша зороастрійська громада живе в Індії. Коли ісламські султани завоювали Персію, та частина місцевого населення, яка не бажала переходити в іслам, втекла в пошуках притулку на західне узбережжя Індії, а частина розпорошилася по всьому світу. В наші часи друге місце серед країн за кількістю зороастристів займають Сполучені Штати.
Найбільша індійська громада зороастрійців відома як парси.
Громади зороастрійців існують також в Ірані, особливо в районах, де досі розмовляють мовами, відмінними від фарсі. Цікавість до свого зороастрійського минулого проявляють також сусідні з Іраном країни Центральної Азії, такі як Таджикистан і Узбекистан. За пропозицією Таджикистану ЮНЕСКО оголосило 2003 рік роком святкування 3000 років зороастрійської культури, в рамках якого були влаштовані заходи у всьому світі.
Загалом станом на 2004 кількість зороастрійців у світі оцінювалася в межах від 145 тис. до 210 тис. Перепис 2001 в Індії зафіксував 69 601 парса. В Пакистані їх близько 5 тис. В англомовній Америці налічується за оцінками 18–25 тис. зороастрійців як індійського, так і іранського походження. 3,5 тис. зороастрійців живуть в Австралії. Щодо їхньої кількості в Ірані існує велика розбіжність в даних. За останнім переписом, проведеним до революції, їх було 21 400.
Приблизно 10 тис. зороастрійців залишаються в Центральній Азії, наприклад на території древніх Бактрії (сучасний Афганістан), Согдіани, Маргіани.
Серед відомих зороастрійців у сучасному світі диригент Зубін Мета, рок-музикант Фредді Меркюрі, французький актор Робер Оссейн.

## Зороастризм у світовій культурі
В Європі зміст Авести став відомий у XVIII ст. після перекладу Дюперрона в 1771 році французькою мовою, що дало змогу навіть простежити вплив вчення Авести на формування релігійних систем пізнішого походження;
Зороастризм вперше в історії релігій висунув детальну систему есхатологізму (релігійне вчення про кінцеву долю людства і Всесвіту). Основою цього вчення є дуалістичне розуміння двох його першопочатків — добра і зла. З цією концепцією пов'язане і зороастрійське розуміння людини, яка є продуктом божого творіння, створена Ахурою Маздою для добра. Але людина має вільну волю, може піддаватися впливу зла і сприймати його.
Боротьба добра і зла неодмінно завершиться перемогою добра. Тоді все людство об'єднається під головуванням Саош'янта (Спасителя) і утворить єдину державу з єдиною мовою. Зло буде знищене вогнем і розплавленим металом. Така есхатологічна картина підносила авторитет зороастризму серед політеїстичних релігій давнього світу.